# 佩斯州
佩斯州是匈牙利中部的一個州，位於首都布達佩斯周圍，北界斯洛伐克。面積6,393平方公里，人口1,226,115（2015年）。首府布達佩斯+行政上不属于本州）。

## 行政区划

### 区份
- 奧索德區
- 布達凱西區
- 采格萊德區
- 道包什區
- 多瑙凱西區
- 埃爾德區
- 格德勒區
- 賈爾區
- 莫諾爾區
- 大卡陶區
- 大克勒什區
- 皮利什紅堡區
- 拉茨凱韋區
- 聖安德烈區
- 錫蓋特聖米克洛什區
- 索布區
- 瓦茨區
- 韋切什區

### 市镇
下設一个州级市、47个城镇、17个大村和122个村庄。